# Francisco Pereira Guimarães
Francisco Pereira Guimarães foi um juiz português.

## Família
Filho de Manuel Pereira Guimarães, natural, como o seu nome indica, da cidade de Guimarães, donde tomara o apelido e onde deve ter nascido cerca de 1750, Cavaleiro Professo na Ordem de Cristo a 26 de Agosto de 1811, Sargento-Mor de Ordenanças e Negociante de grosso trato do Porto, e de sua mulher (Porto, Santo Ildefonso, 19 de Novembro de 1800) Margarida Claudina Máxima de Magalhães, natural da cidade do Porto, neto paterno de José Pereira (Guimarães, Mascotelos - ?, filho de Paulo Pereira, Lavrador, e de sua mulher Ana Gonçalves), abastado Lavrador, e de sua mulher Custódia Maria (Guimarães, Mascotelos - ?, filha de Francisco Lopes e de sua mulher Ana Maria), e neto materno de André António de Magalhães (Cabeceiras de Basto, Basto - ?). Foi irmão mais novo de Manuel Pereira Guimarães, José Pereira Guimarães e irmão mais velho da mulher de José Gonçalves Santos Silva e Joaquim Pereira Guimarães.

## Biografia
Bacharel formado em Cânones e Doutor em Leis pela Faculdade de Direito da Universidade de Coimbra, Juiz de Fora em Vila Franca do Campo, na Ilha de São Miguel, em 1826, Juiz Ajudante do Relator do Supremo Conselho de Justiça Militar, Conselheiro de Sua Majestade Fidelíssima.

## Casamento e descendência
Casou com Carlota Emília MacMahon, filha de João (John ou Seán) MacMahon, Irlandês, Negociante de grosso trato da praça de Lisboa, Sócio da Firma MacMahon & C.ª, e de sua mulher Carlota Emília de Cesan. Foram pais de Carlota Emília MacMahon Pereira Guimarães, mulher do 2.º Visconde de Meneses. Foi tio paterno do 1.º Visconde de Benalcanfor.